# Rohne (Oberlausitz)
Rohne, obersorbisch Rownoⓘ, ist ein Ortsteil der Gemeinde Schleife in der Oberlausitz (Sachsen). Die vormals selbständige Gemeinde im sorbischen Siedlungsgebiet schloss sich am 1. Oktober 1995 Schleife an.
Im Schleifer Dialekt wird der Ort Rowne genannt. Diese Bezeichnung ist, anders als die obersorbische, nicht offiziell. Vereinzelt ist sie noch an lokaler Beschilderung vorhanden.

## Geographie

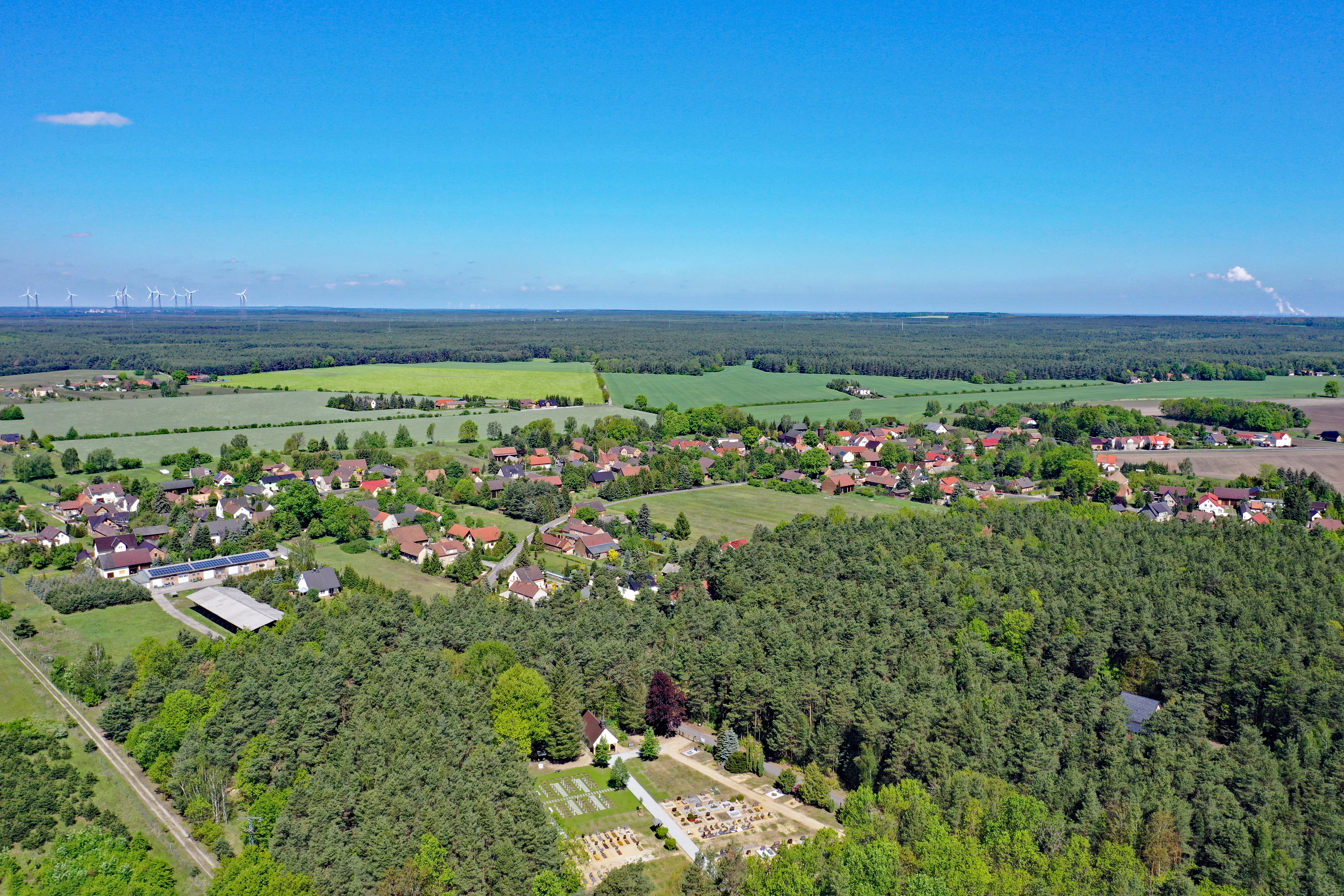
Luftbild über dem Friedhof in nordwestlicher Richtung mit dem Kraftwerk Jänschwalde rechts am Horizont

Rohne liegt an der Staatsstraße 130 (Schleife–Burgneudorf). Im Nordosten liegt Schleife, im Osten Trebendorf und im Südwesten Mulkwitz. Einige Kilometer südlich liegt Mühlrose. Die vier Dörfer gehören zum Kirchspiel Schleife. Nördlich des Dorfkerns fließt die aus Schleife kommende Struga in Richtung Mulkwitz.

## Geschichte

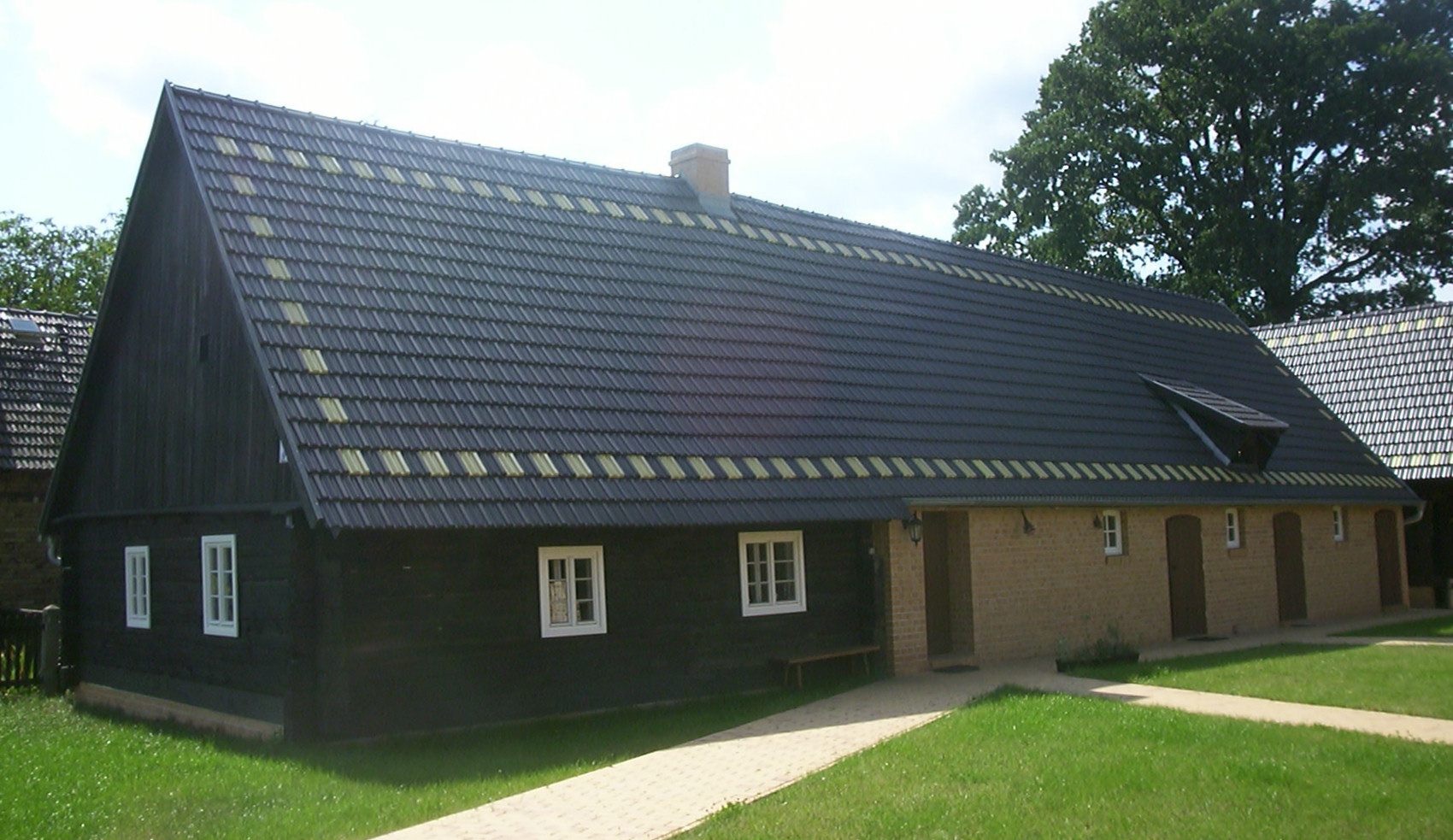
Hanzo Njepilas Wohnhaus

Rohne wurde als Rone erstmals 1513 urkundlich erwähnt. Aus dem Kaufvertrag der Herrschaft Muskau aus dem Jahr 1597 geht hervor, dass das Dorf Rahn bereits zu dieser Zeit zum Herrschaftsgebiet gehört. Auf 1759 datiert der Name Rohna, 9 Jahre später wurde eine Urkunde unter Royhne ausgestellt.
Die Fischerei in den ursprünglich zahlreich vorhandenen Teichen wich später der Landwirtschaft, die auf kargen Heideböden allerdings wenig ertragreich war, so dass die überwiegend sorbischen Bauern auf die umliegenden Wälder als zusätzliche Einkommensquelle angewiesen waren. Einblicke in das bäuerliche Leben sind durch den in Rohne geborenen Halbbauern und Volksschriftsteller Hanzo Njepila überliefert.
Die erste Schule des Ortes wurde 1899 eröffnet. Bereits 1937 wurde eine neue Schule gebaut.

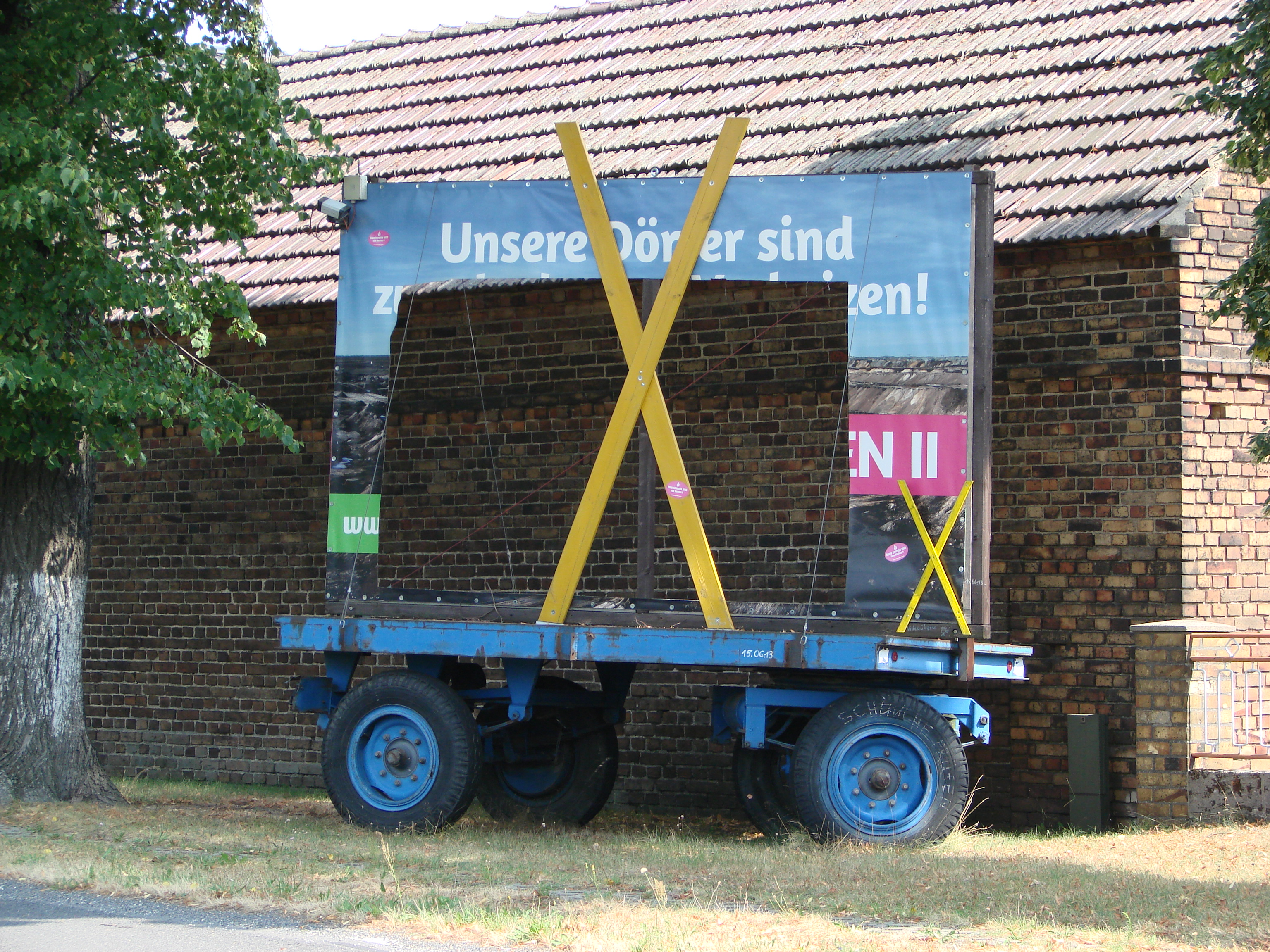
Zerstörtes Protestplakat gegen die Abbaggerung im Sommer 2015

Der genehmigte Braunkohlenplan sah vor, dass der Tagebau Nochten um 2025 den Ortsrand von Rohne erreichen wird. Direkt davon betroffen sind die Gehöfte südlich des Dorfkerns entlang der Schäferstraße (zwischenzeitlich umgesiedelt) und dem Mühlroser Weg. Durch die Genehmigung des von Vattenfall beantragten Vorranggebietes (über den zuvor genehmigten Braunkohlenplan hinaus) war dann sogar eine gänzliche Ortsverlegung geplant, die durch den Verkauf der Deutschlandsparte seitens des schwedischen Mutterkonzerns ins Stocken geriet. Am 30. März 2017 gab der neue Eigentümer LEAG schließlich bekannt, auf die Erweiterung des Tagebaus Nochten zu verzichten.

### Bevölkerungsentwicklung
| Jahr | Einwohner |
| ---- | --------- |
| 1782 | 145       |
| 1825 | 227       |
| 1871 | 342       |
| 1885 | 394       |
| 1905 | 494       |
| 1925 | 608       |
| 1939 | 758       |
| 1946 | 806       |
| 1950 | 841       |
| 1964 | 774       |
| 1990 | 572       |
| 1999 | 690       |
| 2003 | 601       |
| 2008 | 542       |
| 2013 | 520       |

Laut einem Muskauer Urbarium aus dem Jahr 1552 wirtschafteten in Rohne 18 besessene Mann, 1 Gärtner und 7 Häusler. Bis 1777 sank die Zahl der Wirte, in diesem Jahr wurden 16 besessene Mann und 5 Häusler gezählt, eine weitere Wirtschaft lag wüst.
Seit dem frühen 19. Jahrhundert stieg die Einwohnerzahl langsam aber stetig an, so dass sie sich innerhalb von 100 Jahren mehr als verdoppelte. In den Jahren nach dem Zweiten Weltkrieg hatte sie, bedingt durch Flüchtlinge aus den ehemals deutschen Ostgebieten, ihren Höchststand erreicht. Die Bevölkerung schrumpfte von über 800 Einwohnern Anfang der fünfziger Jahre auf weniger als 600 in der Wendezeit. Durch eine verstärkte Suburbanisierung konnten Geburtenrückgang und Abwanderung auf Grund von Arbeitslosigkeit so stark kompensiert werden, dass die Einwohnerzahl Mitte der neunziger Jahre wieder anstieg. Nachdem dieser Effekt abebbte, sank die Einwohnerzahl wieder und unterschritt 2008 einen Stand von 550 Einwohnern.
Für seine Statistik über die sorbische Bevölkerung in der Oberlausitz ermittelte Arnošt Muka in den achtziger Jahren des 19. Jahrhunderts eine Bevölkerungszahl von 380, darunter ausnahmslos Sorben. Ernst Tschernik zählte 1956 eine sorbischsprachige Bevölkerungsmehrheit von noch 72,9 %. Seither ist der Anteil der Sorbisch-Sprecher zwar weiter zurückgegangen, jedoch gibt es in Rohne eine Kindertagesstätte des Witaj-Projektes.

## Kultur und Sehenswürdigkeiten

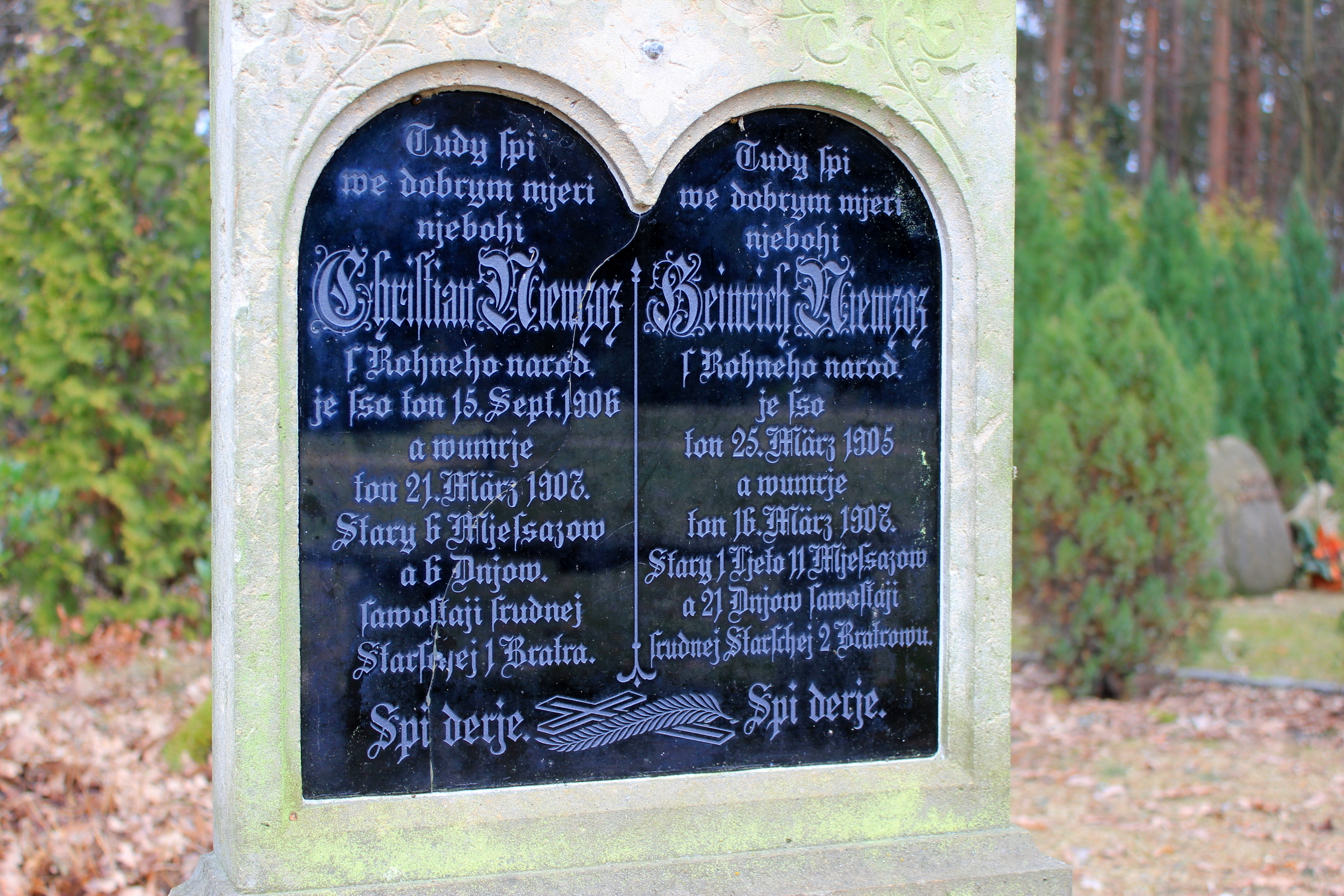
Historisches Grabmal vom alten Rohner Friedhof

Überregionale Bekanntheit erlangte die seit 1972 bestehende Sorbische Heimatstube (Serbska Spa), verkürzt auch Sorbenstube genannt. Dieses Museum zeigt die Wohnstätte einer sorbischen, bäuerlichen Großfamilie, wie sie jahrhundertelang üblich war. Mit der Gründung des Njepila-Vereins wechselte das Museum seine Räumlichkeiten auf den Njepila-Hof. Dort erfolgte der Ausbau des Museums über den Wohnraum hinaus.
Bemerkenswert sind zudem die in den 1990er Jahren vom ehemaligen Friedhof auf der anderen Seite des Mulkwitzer Weges geborgenen historischen Grabmale, die restauriert und 2011 bzw. 2019 auf dem jetzigen Friedhof wieder aufgestellt wurden. Die meisten Steine tragen sorbische oder zweisprachig sorbisch-deutsche Inschriften im Schleifer Dialekt. Diese große Zahl an erhaltenen sorbischen Grabsteinen ist einmalig für den evangelischen Teil der Lausitz und der Tatsache zu verdanken, dass die Nutzung des alten Friedhofes um 1920 eingestellt worden war, ohne dass die Fläche später nachgenutzt wurde.